# Le Vigeant
Le Vigeant ist eine französische Gemeinde mit 656 Einwohnern (Stand 1. Januar 2022) im Département Vienne in der Region Nouvelle-Aquitaine. Sie gehört zum Arrondissement Montmorillon und zum Kanton Lussac-les-Châteaux.

## Geografie
Le Vigeant liegt etwa 50 Kilometer südsüdöstlich von Poitiers. Die östliche Gemeindegrenze von Le Vigeant bildet der Fluss Vienne. Nachbargemeinden sind Queaux im Norden, Moussac im Nordosten, L’Isle-Jourdain im Osten, Millac im Osten und Südosten, Availles-Limouzine im Süden, Saint-Martin-l’Ars im Westen sowie Usson-du-Poitou im Nordwesten.
Im Gemeindegebiet liegt die Motorsport-Rennstrecke Circuit du Val de Vienne.

## Geschichte

### Das Camp de la Rye
Das Camp de la Rye wurde 1939/1940 als Militärlager in der Gemarkung von Le Vigeant errichtet und durchlief bis zu seinem Abriss im Jahre 2013 eine wechselvolle Geschichte, die geprägt war von unterschiedlichen Formen der Internierung:
- Internierungslager für vorwiegend deutsche und österreichische Emigranten, die nach 1933 in Belgien Zuflucht gesucht hatten und aufgrund einer belgisch-französischen Vereinbarung zu Beginn des Westfeldzugs der deutschen Wehrmacht 1939 aus Belgien nach Frankreich abgeschoben wurden.
- Jahre 1940–1945 diente das Camp als Militärlager und beherbergte auch ein deutsches Militärkrankenhaus. Die Organisation Todt benutzte es zudem als Unterbringungsort für von ihr rekrutierte Zwangsarbeiter.
- Von 1947 bis 1945 befand sich im Lager eine Strafanstalt.
- Von 1956 bis 1962 wurden im Camp de la Rye Flüchtlinge aus dem Indochinakrieg untergebracht, 1957 vorübergehend auch Flüchtlinge aus Ungarn, die in der Folge des Ungarischen Volksaufstands nach Frankreich geflüchtet waren.
- Mit der Unterzeichnung der Verträge von Évian am 18. März 1962 war für Frankreich der algerische Unabhängigkeitskrieg verloren. In der Folge strömten nicht nur französische Siedler zurück ins Mutterland, sondern auch die muslimischen Hilfskräfte der ehemaligen Kolonialmacht, die Harkis. Für sie wurde das Camp de la Rye ab dem Herbst des Jahres 1962 eines der Aufnahmelager. Die Schließung des Harki-Lagers erfolgte 1964.
- Nach dem Auszug entstand im Camp ein Ausbildungszentrum für Ausländer, die auf Tätigkeiten als Bauhelfer vorbereitet wurden.
- Ab 1991 war das Camp ein Resozialisierungszentrum für jugendliche Straftäter. Wie lange diese Periode andauerte, ist nicht bekannt.
- Im Jahr 2013 fiel seitens der Behörden die Entscheidung, die zum Teil schon stark beschädigten Gebäude abzureißen. Heute erinnert nur noch ein kleiner Friedhof aus der Harki-Zeit an die Existenz des Camp de la Rye.

### 4. August 1944 – Das Massaker von Le Vigeant
Nach der Landung der Alliierten in der Normandie kam es auch in der Umgebung von Le Vigeant zu immer häufigeren bewaffneten Auseinandersetzungen zwischen französischen Widerstandskämpfern und den deutschen Besatzungstruppen. Nach vorangegangenen Kämpfen zwischen dem Maquis und den Deutschen setzte sich am 4. August 1944 eine durch Feldgendarmen und Milizsoldaten verstärkte SS-Einheit in Marsch und erreichte am Vormittag Le Vigeant. Dort stießen sie auf zwei zu ihrer Abwehr in die Gemeinde vorrückende Maquis-Gruppen. In dem folgenden Feuergefecht wurden sechs Widerstandskämpfer sofort getötet sowie zwei weitere Maquisards verhaftet und hingerichtet, was einer aber verletzt überlebte.
Die Erschießung der Maquisards war erst der Auftakt. Die Deutschen und die Miliz durchsuchten danach die Häuser von Le Vigenat nach verwundeten oder versteckten Widerstandskämpfern, plünderten etwa sechzig Häuser und steckten 23 in Brand. Es kam zu sofortigen Erschießungen, Geiselnahmen und mindestens einer Vergewaltigung. Um 17 Uhr wurden neben dem Friedhof 21 Geiseln erschossen, bevor die Deutschen gegen 18 Uhr den Ort verließen. 
In Le Vigeant erinnern mehrere Denkmäler an das Massaker vom 4. August 1944. Auf einer Tafel sind in zwei Spalten die Namen von 40 Opfern eingraviert, links die Namen von 22 getöteten Zivilisten, rechts die von 18 Widerstandskämpfern, wobei es in verschiedenen Quellen auch Hinweise auf zwei weitere getötete Widerstandskämpfer gibt. Im Internet finden sich viele Artikel über die jährlichen Gedenkveranstaltungen in Le Vigeant, deren vorerst letzte am 4. August 2023 stattfand.

## Bevölkerungsentwicklung
| Jahr                      | 1962 | 1968 | 1975 | 1982 | 1990 | 1999 | 2006 | 2013 |
| Einwohner                 | 1283 | 1401 | 1215 | 997  | 828  | 777  | 749  | 698  |
| Quelle: Cassini und INSEE |      |      |      |      |      |      |      |      |

## Sehenswürdigkeiten
- Dolmen
- Kirche, Monument historique seit 1907 (siehe auch: Liste der Monuments historiques in Le Vigeant)